# Cabinda (ciudad)
Cabinda (5°34′S 12°12′E / -5.567, 12.200) o Chioua es la capital administrativa de la provincia de Cabinda, en Angola. 
En las aguas de sus cercanías hay grandes reservas de petróleo. En julio de 2018 tenía una población estimada de 699 593 habitantes.

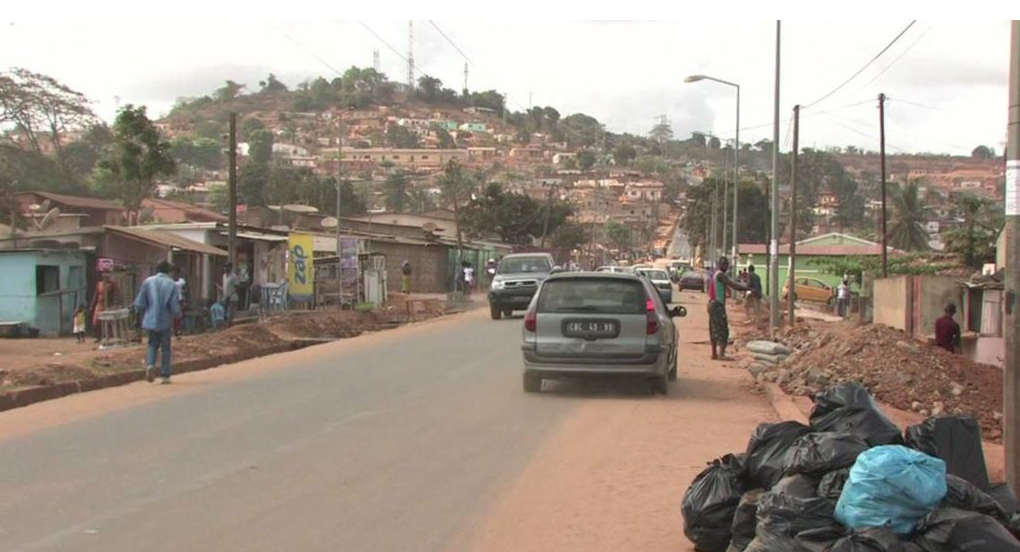
Cabinda

Se encuentra ubicada al norte del país, como un enclave en la frontera de República del Congo y República Democrática del Congo.